# Guenduláin (Cizur)
Pour les articles homonymes, voir Guenduláin.
Guenduláin en espagnol, ou Gendulain en basque, est un village situé dans la commune de Cendea de Cizur (Zizur Zendea en basque) dans la Communauté forale de Navarre, en Espagne. Le village est depuis 2009 dépeuplé et abandonné.
Le Camino francés du Chemin de Saint-Jacques-de-Compostelle passe à proximité immédiate des ruines de cette localité dépeuplée.

## Géographie

### Localités limitrophes
| Nord-ouest Muru-Astráin et Astráin (Cendea de Cizur)                                                                                           | Nord Gazólaz et Sagüés (Cendea de Cizur) | Nord-est Zizur Mayor-Zizur Nagusia    |
| Ouest Astrain (Cendea de Cizur) |                                          | Est Galar et Esparza de Galar (Galar) |
| Sud-ouest Zariquiegui (Cendea de Cizur) | Sud Zariquiegui (Cendea de Cizur)        | Sud-est Arlegui (Galar)               |
| Entre parenthèses sont indiqués les municipios (municipalités ou cantons) dont dépendent les concejos (communes) ou autres localités mineures. |                                          |                                       |

## Démographie
| 2000 | 2001 | 2002 | 2003 | 2004 | 2005 | 2006 | 2007 | 2008 | 2009 | 2010 |
| ---- | ---- | ---- | ---- | ---- | ---- | ---- | ---- | ---- | ---- | ---- |
| 1    | 2    | 1    | 1    | 1    | 1    | 2    | 2    | ?    | 0    | 0    |

## Histoire
En d'autres temps, ce fut une seigneurie importante de Navarre, située sur le Camino navarro, vers Saint-Jacques-de-Compostelle. La Colégiale de Roncevaux y détenait des possessions au XIIIe siècle. Par la suite, au XVIe siècle, la localité fut sous la protection du Comte de Guenduláin et du Seigneur d'Ayanz. Ici Jerónimo de Ayanz y Beaumont est né en 1553. Le pape Clément IX supprima en 1669 les avantages de la paroisse.
En 1817, le lieu comptait encore un château, et 23 foyers et quelques ateliers.

## Patrimoine et culture

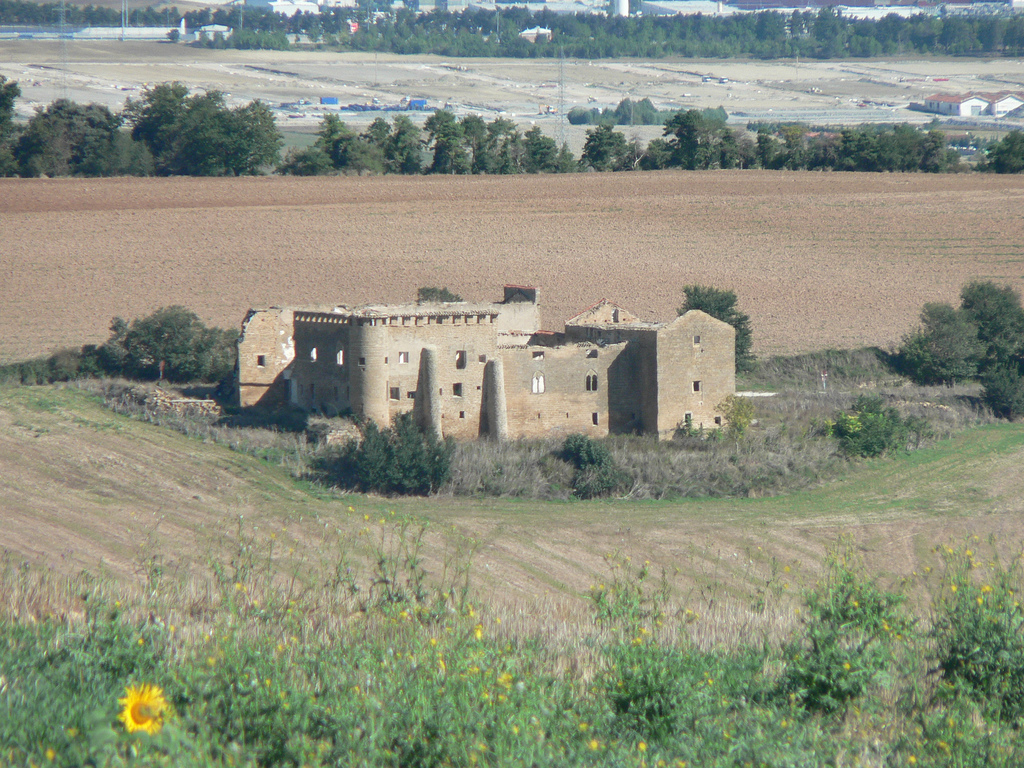
Palais de Guenduláin. Ici Jerónimo de Ayanz y Beaumont est né (1553)

### Patrimoine religieux
L'antique chapelle abandonnée de San Andrés est un édifice du XVIIe siècle. Il subsiste également les pierres tombales d'un ancien cimetière.

### Sources et bibliographie
- (es) Cet article est partiellement ou en totalité issu de l’article de Wikipédia en espagnol intitulé « Guenduláin (Cizur) » (voir la liste des auteurs).
- Grégoire, J.-Y. & Laborde-Balen, L. , « Le Chemin de Saint-Jacques en Espagne - De Saint-Jean-Pied-de-Port à Compostelle - Guide pratique du pèlerin », Rando Éditions, mars 2006,  (ISBN 2-84182-224-9)
- « Camino de Santiago  St-Jean-Pied-de-Port - Santiago de Compostela », Michelin et Cie, Manufacture Française des Pneumatiques Michelin, Paris, 2009,  (ISBN 978-2-06-714805-5)
- « Le Chemin de Saint-Jacques Carte Routière », Junta de Castilla y León, Editorial Everest